# Frankoprovanszál nyelv
A frankoprovanszál vagy arpitán nyelv (saját és francia nyelvű elnevezése is arpitan) a galloromán nyelvekhez tartozó újlatin nyelvváltozat (dialektuscsoport), amelyet az Arpitaniának nevezett területen, azaz Franciaország középső keleti részén, Svájc nyugati, valamint Olaszország északnyugati csücskében mintegy nyolcvanezren használnak.
Elnevezését onnan kapta, hogy nyelvtörténetileg lényegében átmenetet képez a francia és az okcitán nyelv (provanszál dialektusa) között, illetve ezekkel mutat közös vonásokat.

## Státusz
Hivatalos státusszal sehol sem rendelkezik. Olaszországban mint kisebbségi nyelv védettséget élvez, főként az Aosta-völgyben. Az UNESCO veszélyeztetett nyelvként tartja számon.

## Összehasonlító táblázat
| latin              | spanyol | frankoprovanszál | francia    | katalán  | okcitán        | olasz     | magyarul  |
| ------------------ | ------- | ---------------- | ---------- | -------- | -------------- | --------- | --------- |
| CLAVE(M)           | llave   | clâ              | clef / clé | clau     | clau           | chiave    | ’kulcs’   |
| CANTARE            | cantar  | chantar          | chanter    | cantar   | cantar         | cantare   | ’énekel’  |
| CAPRA              | cabra   | cabra / chiévra  | chèvre     | cabra    | cabra          | capra     | ’kecske’  |
| LINGUA             | lengua  | lenga            | langue     | llengua  | lenga / lengua | lingua    | ’nyelv’   |
| NOCTE(M)           | noche   | nuet             | nuit       | nit      | nuèit / nuèch  | notte     | ’éjszaka’ |
| SAPONE(M)          | jabón   | savon            | savon      | sabó     | sabon          | sapone    | ’szappan’ |
| SUDARE             | sudar   | suar             | suer       | suar     | susar          | sudare    | ’izzad’   |
| VITA               | vida    | via              | vie        | vida     | vida           | vita      | ’élet’    |
| PLATEA             | plaza   | place            | place      | plaça    | plaça          | piazza    | ’tér’     |
| ECCLESIA           | iglesia | églésé           | église     | església | glèisa         | chiesa    | ’templom’ |
| CASEO (FORMATICUM) | queso   | tôma / fromâjo   | fromage    | formatge | formatge       | formaggio | ’sajt’    |

## Fordítás
- Ez a szócikk részben vagy egészben az Idioma franco-provenzal című spanyol Wikipédia-szócikk fordításán alapul.  Az eredeti cikk szerkesztőit annak laptörténete sorolja fel. Ez a jelzés csupán a megfogalmazás eredetét és a szerzői jogokat jelzi, nem szolgál a cikkben szereplő információk forrásmegjelöléseként.